# Ansonia vidua
Ansonia vidua é uma espécie de anfíbio anuro da família Bufonidae. listado como Criticamente Ameaçado Lista Vermelha do UICN. Está presente na Malásia.